# Главы субъектов Российской Федерации в 1997 году
| Регион                                         | Глава региона                              | Дата рождения         | Партия       | Название должности                   | Вступление в должность                         |
| ---------------------------------------------- | ------------------------------------------ | --------------------- | ------------ | ------------------------------------ | ---------------------------------------------- |
| Республика Адыгея                              | Джаримов, Аслан Алиевич                    | 7 ноября 1939 года    |              | Президент                            | 5 января 1992 года                             |
| Республика Алтай                               | Чаптынов, Валерий Иванович                 | 11 июня 1945 года     |              | Председатель Государственного Совета | 27 марта 1990 года (до 30 января)              |
| Республика Алтай                               | Волков, Владилен Владимирович              | 7 июля 1939 года      |              | Глава Республики                     | 30 января 1997 года                            |
| Республика Башкортостан                        | Рахимов, Муртаза Губайдуллович             | 7 февраля 1934 года   |              | Президент                            | 7 апреля 1990 года                             |
| Республика Бурятия                             | Потапов, Леонид Васильевич                 | 4 июля 1935 года      | КПРФ         | Президент                            | 21 октября 1991 года                           |
| Республика Дагестан                            | Магомедов, Магомедали Магомедович          | 15 июня 1930 года     |              | Председатель Государственного Совета | август 1987 года                               |
| Республика Ингушетия                           | Аушев, Руслан Султанович                   | 29 октября 1954 года  |              | Президент                            | 9 марта 1993 года                              |
| Кабардино-Балкарская Республика                | Коков, Валерий Мухамедович                 | 18 октября 1941 года  |              | Президент                            | 9 января 1992 года                             |
| Республика Калмыкия                            | Илюмжинов, Кирсан Николаевич               | 5 апреля 1962 года    |              | Президент                            | 23 апреля 1993 года                            |
| Карачаево-Черкесская Республика                | Хубиев, Владимир Исламович                 | 26 марта 1932 года    |              | Глава Республики                     | 13 января 1992 года                            |
| Республика Карелия                             | Степанов, Виктор Николаевич                | 27 января 1947 года   |              | Председатель Правительства           | 27 апреля 1989 года                            |
| Республика Коми                                | Спиридонов, Юрий Алексеевич                | 1 ноября 1938 года    |              | Глава Республики                     | 25 апреля 1990 года                            |
| Республика Марий Эл                            | Зотин, Владислав Максимович                | 22 мая 1942 года      |              | Президент                            | 22 августа 1991 года (до 14 января)            |
| Республика Марий Эл                            | Кислицын, Вячеслав Александрович           | 4 сентября 1948 года  |              | Президент                            | 14 января 1997 года                            |
| Республика Мордовия                            | Меркушкин, Николай Иванович                | 5 февраля 1951 года   |              | Глава Республики                     | 24 января 1995 года                            |
| Республика Саха (Якутия)                       | Николаев, Михаил Ефимович                  | 13 ноября 1937 года   |              | Президент                            | 8 декабря 1989 года                            |
| Республика Северная Осетия-Алания              | Галазов, Ахсарбек Хаджимурзаевич           | 15 октября 1929 года  |              | Президент                            | 21 марта 1990 года                             |
| Республика Татарстан                           | Шаймиев, Минтимер Шарипович                | 20 января 1937 года   | беспартийный | Президент                            | 11 апреля 1990 года                            |
| Республика Тыва                                | Ооржак, Шериг-оол Дизижикович              | 24 июля 1942 года     | беспартийный | Президент                            | 15 марта 1992 года                             |
| Удмуртская Республика                          | Волков, Александр Александрович            | 25 декабря 1951 года  |              | Председатель Верховного Совета       | апрель 1995                                    |
| Республика Хакасия                             | Штыгашев, Владимир Николаевич              | 18 октября 1939 года  |              | Председатель Верховного Совета       | 4 февраля 1992 года                            |
| Республика Хакасия                             | Лебедь, Алексей Иванович                   | 14 апреля 1955 года   |              | Президент                            | 9 января 1997 года                             |
| Чеченская Республика                           | Яндарбиев, Зелимхан Абдулмуслимович (и.о.) | 12 сентября 1952 года |              | Президент                            | легально с 9 декабря 1996 года (до 12 февраля) |
| Чеченская Республика                           | Масхадов, Аслан Алиевич                    | 21 сентября 1955 года |              | Президент                            | 12 февраля 1997 года                           |
| Чувашская Республика                           | Фёдоров, Николай Васильевич                | 9 мая 1958 года       |              | Президент                            | 21 января 1994 года                            |
| Алтайский край                                 | Суриков, Александр Александрович           | 15 августа 1940 года  |              | Глава Администрации                  | 20 декабря 1996 года                           |
| Краснодарский край                             | Егоров, Николай Дмитриевич                 | 3 мая 1951 года       |              | Глава администрации (губернатор)     | 15 июля 1996 года (до 5 января)                |
| Краснодарский край                             | Кондратенко, Николай Игнатович             | 16 февраля 1940 года  |              | Глава Администрации                  | 5 января 1997 года                             |
| Красноярский край                              | Зубов, Валерий Михайлович                  |                       |              | Губернатор                           | 27 января 1993 года                            |
| Приморский край                                | Наздратенко, Евгений Иванович              | 16 февраля 1949 года  |              | Губернатор                           | 24 мая 1993 года                               |
| Ставропольский край                            | Черногоров, Александр Леонидович           | 13 июля 1959 года     |              | Глава Администрации                  | 28 ноября 1996 года                            |
| Хабаровский край                               | Ишаев, Виктор Иванович                     | 16 апреля 1948 года   |              | Губернатор                           | 24 октября 1991 года                           |
| Амурская область                               | Ляшко, Юрий Гаврилович                     | 22 апреля 1943 года   |              | Губернатор                           | 3 июня 1996 года (до 27 марта)                 |
| Амурская область                               | Белоногов, Анатолий Николаевич             | 24 февраля 1939 года  |              | Губернатор                           | 27 марта 1997 года                             |
| Архангельская область                          | Ефремов, Анатолий Антонович                | 30 января 1952 года   |              | Глава Администрации                  | 4 марта 1996 года                              |
| Астраханская область                           | Гужвин, Анатолий Петрович                  | 25 марта 1946 года    |              | Губернатор                           | 28 августа 1991 года                           |
| Белгородская область                           | Савченко, Евгений Степанович               | 8 апреля 1950 года    |              | Глава администрации                  | 11 октября 1993 года                           |
| Брянская область                               | Лодкин, Юрий Евгеньевич                    | 26 марта 1938 года    |              | Губернатор                           | декабрь 1995 года                              |
| Владимирская область                           | Власов, Юрий Васильевич                    | 22 июня 1961 года     |              | Губернатор                           | 25 сентября 1991 года (до 20 января)           |
| Владимирская область                           | Виноградов, Николай Владимирович           | 22 апреля 1947 года   |              | Губернатор                           | 20 января 1997 года                            |
| Волгоградская область                          | Шабунин, Иван Петрович                     | 9 октября 1935 года   |              | Глава администрации                  | 19 сентября 1991 года (до 6 января)            |
| Волгоградская область                          | Максюта, Николай Кириллович                | 26 мая 1947 года      |              | Глава администрации                  | 6 января 1997 года                             |
| Вологодская область                            | Позгалёв, Вячеслав Евгеньевич              | 15 ноября 1946 года   |              | Губернатор                           | 23 марта 1996 года                             |
| Воронежская область                            | Шабанов, Иван Михайлович                   | 18 октября 1939 года  |              | Губернатор                           | 18 декабря 1996 года                           |
| Ивановская область                             | Тихомиров, Владислав Николаевич            | 14 августа 1939 года  |              | Губернатор                           | 1 февраля 1996 года                            |
| Иркутская область                              | Ножиков, Юрий Абрамович                    | 17 февраля 1934 года  |              | Губернатор                           | 19 сентября 1991 года (до 25 апреля)           |
| Иркутская область                              | Иванов, Виталий Иннокентьевич (и.о.)       |                       |              | Губернатор                           | 25 апреля 1997 года (до 8 августа)             |
| Иркутская область                              | Говорин, Борис Александрович               | 27 июня 1947 года     |              | Губернатор                           | 8 августа 1997 года                            |
| Калининградская область                        | Горбенко, Леонид Петрович                  | 20 июня 1939 года     |              | Губернатор                           | октябрь 1996 года                              |
| Калужская область                              | Сударенков, Валерий Васильевич             | 13 июля 1940 года     |              | Губернатор                           | 9 ноября 1996 года                             |
| Камчатская область                             | Бирюков, Владимир Афанасьевич              | 19 октября 1933 года  |              | Губернатор                           | 16 ноября 1991 года                            |
| Кемеровская область                            | Кислюк, Михаил Борисович                   | 30 апреля 1951 года   |              | Губернатор                           | 27 августа 1991 года (до 1 июля)               |
| Кемеровская область                            | Тулеев, Аман Гумирович                     | 13 мая 1944 года      |              | Губернатор                           | 1 июля 1997 года                               |
| Кировская область                              | Сергеенков, Владимир Нилович               | 5 декабря 1938 года   |              | Глава Администрации                  | 1 ноября 1996 года                             |
| Костромская область                            | Арбузов, Валерий Петрович                  | 1 октября 1939 года   |              | Губернатор                           | 14 декабря 1991 года (до 5 января)             |
| Костромская область                            | Шершунов, Виктор Андреевич                 | 16 ноября 1950 года   |              | Губернатор                           | 5 января 1991 года                             |
| Курганская область                             | Соболев, Анатолий Николаевич               | 10 декабря 1940 года  |              | Губернатор                           | август 1995 года (до 6 февраля)                |
| Курганская область                             | Богомолов, Олег Алексеевич                 | 4 октября 1950 года   |              | Губернатор                           | 6 февраля 1997 года                            |
| Курская область                                | Руцкой, Александр Владимирович             | 16 сентября 1947 года |              | Губернатор                           | 23 октября 1996 года                           |
| Ленинградская область                          | Густов, Вадим Анатольевич                  | 26 декабря 1948 года  |              | Губернатор                           | 18 ноября 1996 года                            |
| Липецкая область                               | Наролин, Михаил Тихонович                  | 19 октября 1933 года  |              | Глава администрации                  | 12 мая 1993 года                               |
| Магаданская область                            | Цветков, Валентин Иванович                 | 27 августа 1948 года  |              | Губернатор                           | 3 ноября 1996 года                             |
| Московская область                             | Тяжлов, Анатолий Степанович                | 11 октября 1942 года  |              | Губернатор                           | 16 октября 1991 года                           |
| Мурманская область                             | Евдокимов, Юрий Алексеевич                 | 1 января 1946 года    |              | Губернатор                           | 7 декабря 1996 года                            |
| Нижегородская область                          | Немцов, Борис Ефимович                     | 9 октября 1959 года   |              | Губернатор                           | 30 ноября 1991 года (до 17 марта)              |
| Нижегородская область                          | Лебедев, Юрий Исакович (и.о.)              | 30 июня 1951 года     |              | Губернатор                           | 17 марта 1997 года (до 13 июля)                |
| Нижегородская область                          | Скляров, Иван Петрович                     | 22 июня 1948 года     |              | Губернатор                           | 13 июля 1997 года                              |
| Новгородская область                           | Прусак, Михаил Михайлович                  | 23 февраля 1960 года  |              | Губернатор                           | 24 октября 1991 года                           |
| Новосибирская область                          | Муха, Виталий Петрович                     | 17 мая 1936 года      |              | Губернатор                           | 30 декабря 1995 года                           |
| Омская область                                 | Полежаев, Леонид Константинович            | 30 января 1940 года   |              | Губернатор                           | 31 марта 1990 года                             |
| Оренбургская область                           | Елагин, Владимир Васильевич                | 20 апреля 1955 года   |              | Губернатор                           | 24 октября 1991                                |
| Орловская область                              | Строев, Егор Семёнович                     | 25 февраля 1937 года  |              | Губернатор                           | 11 мая 1993 года                               |
| Пензенская область                             | Ковлягин, Анатолий Фёдорович               | 11 января 1938 года   |              | Губернатор                           | 11 мая 1993 года                               |
| Пермская область                               | Игумнов, Геннадий Вячеславович             | 27 октября 1936 года  |              | Губернатор                           | 12 января 1996 года                            |
| Псковская область                              | Михайлов, Евгений Эдуардович               | 17 марта 1963 года    |              | Губернатор                           | 10 ноября 1996 года                            |
| Ростовская область                             | Чуб, Владимир Фёдорович                    | 24 июля 1948 года     |              | Губернатор                           | 8 октября 1991 года                            |
| Рязанская область                              | Ивлев, Игорь Александрович (и.о.)          | 31 мая 1941 года      |              | Губернатор                           | 15 октября 1996 года (до 6 января)             |
| Рязанская область                              | Любимов, Вячеслав Николаевич               | 17 января 1947 года   |              | Губернатор                           | 6 января 1997 года                             |
| Самарская область                              | Титов, Константин Алексеевич               | 30 октября 1944 года  |              | Губернатор                           | 31 августа 1991 года                           |
| Саратовская область                            | Аяцков, Дмитрий Фёдорович                  | 9 ноября 1950 года    |              | Губернатор                           | 15 апреля 1996 года                            |
| Сахалинская область                            | Фархутдинов, Игорь Павлович                | 16 апреля 1950 года   |              | Губернатор                           | 24 апреля 1995 года                            |
| Свердловская область                           | Россель, Эдуард Эргартович                 | 8 октября 1937 года   |              | Губернатор                           | 23 августа 1995 года                           |
| Смоленская область                             | Глушенков, Анатолий Егорович               | 20 ноября 1942 года   |              | Губернатор                           | 11 мая 1993 года                               |
| Тамбовская область                             | Рябов, Александр Иванович                  | 15 октября 1936 года  |              | Глава администрации                  | 30 декабря 1995 года                           |
| Тверская область                               | Платов, Владимир Игнатьевич                | 23 октября 1946 года  |              | Губернатор                           | 30 декабря 1995 года                           |
| Томская область                                | Кресс, Виктор Мельхиорович                 | 16 ноября 1948 года   |              | Глава Администрации                  | 20 октября 1991 года                           |
| Тульская область                               | Севрюгин, Николай Васильевич               | 16 февраля 1939 года  |              | Губернатор                           | 20 октября 1991 года (до 31 марта)             |
| Тульская область                               | Стародубцев, Василий Александрович         | 25 декабря 1931 года  |              | Губернатор                           | 31 марта 1997 года                             |
| Тюменская область                              | Рокецкий, Леонид Юлианович                 | 15 марта 1942 года    |              | Губернатор                           | 12 января 1993 года                            |
| Ульяновская область                            | Горячев, Юрий Фролович                     | 11 ноября 1938 года   |              | Губернатор                           | 9 января 1992 года                             |
| Челябинская область                            | Соловьёв, Вадим Павлович                   | 3 марта 1947 года     |              | Губернатор                           | 24 октября 1991 года (до 5 января)             |
| Челябинская область                            | Сумин, Пётр Иванович                       | 21 июня 1946 года     |              | Губернатор                           | 5 января 1997 года                             |
| Читинская область                              | Гениатулин, Равиль Фаритович               | 20 декабря 1955 года  |              | Губернатор                           | 1 февраля 1996 года                            |
| Ярославская область                            | Лисицын, Анатолий Иванович                 | 26 июня 1947 года     |              | Губернатор                           | 3 декабря 1991 года                            |
| Москва                                         | Лужков, Юрий Михайлович                    | 21 сентября 1936 года |              | Мэр                                  | 6 июня 1992 года                               |
| Санкт-Петербург                                | Яковлев, Владимир Анатольевич              | 25 ноября 1944 года   |              | Губернатор                           | 5 июня 1996 года                               |
| Еврейская автономная область                   | Волков, Николай Михайлович                 | 19 декабря 1951 года  |              | Губернатор                           | 14 декабря 1991 года                           |
| Агинский Бурятский автономный округ            | Аюшиев, Болот Ванданович                   | 19 июня 1949 года     |              | Губернатор                           | 13 января 1996 года (до февраля)               |
| Агинский Бурятский автономный округ            | Жамсуев, Баир Баясхаланович                | 29 января 1959 года   |              | Губернатор                           | февраль 1997 года                              |
| Коми-Пермяцкий автономный округ                | Полуянов, Николай Андреевич                | 14 июля 1952 года     |              | Глава Администрации                  | 14 декабря 1991 года                           |
| Корякский автономный округ                     | Броневич, Валентина Тадеевна               | 25 января 1956 года   |              | Глава Администрации                  | 17 ноября 1996 года                            |
| Ненецкий автономный округ                      | Бутов, Владимир Яковлевич                  | 10 апреля 1958 года   |              | Глава администрации                  | 25 декабря 1996 года                           |
| Таймырский (Долгано-Ненецкий) автономный округ | Неделин, Геннадий Павлович                 | 20 мая 1938 года      |              | Глава администрации                  | 18 декабря 1991 года                           |
| Усть-Ордынский Бурятский автономный округ      | Малеев, Валерий Геннадьевич                | 28 мая 1964 года      |              | Глава администрации                  | 19 ноября 1996 года                            |
| Ханты-Мансийский автономный округ              | Филипенко, Александр Васильевич            | 31 мая 1950 года      |              | Губернатор                           | 18 декабря 1991 года                           |
| Чукотский автономный округ                     | Назаров, Александр Викторович              | 24 февраля 1951 года  |              | Губернатор                           | 11 ноября 1991 года                            |
| Эвенкийский автономный округ                   | Якимов, Анатолий Михайлович                | 10 марта 1949 года    |              | Губернатор                           | 18 декабря 1991 года (до 4 апреля)             |
| Эвенкийский автономный округ                   | Боковиков, Александр Александрович         | 7 сентября 1956 года  |              | Губернатор                           | 4 апреля 1997 года                             |
| Ямало-Ненецкий автономный округ                | Неёлов, Юрий Васильевич                    | 24 июня 1952 года     |              | Глава администрации                  | 12 февраля 1994 года                           |